# Dorrigo
Dorrigo – miejscowość w hrabstwie Bellingen w stanie Nowa Południowa Walia w Australii. Położone w odległości ok. 580 km od Sydney. 
W pobliżu Dorrigo znajduje się Park Narodowy Dorrigo, który jest częścią rezerwatu Gondwana Rainforests of Australia.